# Breux-sur-Avre
Breux-sur-Avre és un municipi francès situat al departament de l'Eure i a la regió de Normandia. L'any 2007 tenia 327 habitants.

## Demografia

### Població
El 2007 la població de fet de Breux-sur-Avre era de 327 persones. Hi havia 126 famílies, de les quals 30 eren unipersonals (15 homes vivint sols i 15 dones vivint soles), 44 parelles sense fills, 48 parelles amb fills i 4 famílies monoparentals amb fills.
La població ha evolucionat segons el següent gràfic:
Habitants censats

### Habitatges
El 2007 hi havia 192 habitatges, 127 eren l'habitatge principal de la família, 60 eren segones residències i 5 estaven desocupats. 185 eren cases i 5 eren apartaments. Dels 127 habitatges principals, 113 estaven ocupats pels seus propietaris, 12 estaven llogats i ocupats pels llogaters i 3 estaven cedits a títol gratuït; 3 tenien una cambra, 3 en tenien dues, 18 en tenien tres, 29 en tenien quatre i 74 en tenien cinc o més. 108 habitatges disposaven pel capbaix d'una plaça de pàrquing. A 47 habitatges hi havia un automòbil i a 75 n'hi havia dos o més.

### Piràmide de població
La piràmide de població per edats i sexe el 2009 era:
| Homes | Edats   | Dones |
| ----- | ------- | ----- |
| 0     | 95 o +  | 0     |
| 0     | 90 a 94 | 1     |
| 1     | 85 a 89 | 2     |
| 2     | 80 a 84 | 1     |
| 2     | 75 a 79 | 2     |
| 8     | 70 a 74 | 9     |
| 10    | 65 a 69 | 9     |
| 5     | 60 a 64 | 10    |
| 7     | 55 a 59 | 2     |
| 11    | 50 a 54 | 15    |
| 12    | 45 a 49 | 14    |
| 11    | 40 a 44 | 5     |
| 18    | 35 a 39 | 13    |
| 8     | 30 a 34 | 11    |
| 5     | 25 a 29 | 9     |
| 7     | 20 a 24 | 8     |
| 9     | 15 a 19 | 10    |
| 12    | 10 a 14 | 7     |
| 8     | 5 a 9   | 17    |
| 7     | 0 a 4   | 7     |

## Economia
El 2007 la població en edat de treballar era de 215 persones, 149 eren actives i 66 eren inactives. De les 149 persones actives 134 estaven ocupades (72 homes i 62 dones) i 14 estaven aturades (8 homes i 6 dones). De les 66 persones inactives 25 estaven jubilades, 21 estaven estudiant i 20 estaven classificades com a «altres inactius».

### Ingressos
El 2009 a Breux-sur-Avre hi havia 135 unitats fiscals que integraven 344,5 persones, la mediana anual d'ingressos fiscals per persona era de 18.897 €.

### Activitats econòmiques
Dels 11 establiments que hi havia el 2007, 1 era d'una empresa de fabricació d'altres productes industrials, 3 d'empreses de construcció, 4 d'empreses de comerç i reparació d'automòbils, 2 d'empreses d'hostatgeria i restauració i 1 d'una empresa de serveis.
Dels 4 establiments de servei als particulars que hi havia el 2009, 1 era un paleta, 1 fusteria, 1 electricista i 1 restaurant.
L'any 2000 a Breux-sur-Avre hi havia 9 explotacions agrícoles que ocupaven un total de 720 hectàrees.

## Poblacions més properes
El següent diagrama mostra les poblacions més properes.